# Осадчий, Александр Петрович
Александр Петрович Осадчий (1907—1981) — советский лётчик-ас истребительной авиации и военачальник, участник гражданской войны в Испании и Великой Отечественной войны, Герой Советского Союза (27.06.1945). Генерал-майор авиации (20.04.1945). 

## Биография
Александр Осадчий родился 29 мая 1907 года в городе Знаменка (ныне — Кировоградская область Украины). После окончания семи классов школы работал электромонтёром на станции «Киев».
В июне 1928 года Александр Осадчий был призван на службу в Рабоче-крестьянскую Красную Армию. В 1930 году окончил Военно-теоретическую школу ВВС РККА в Ленинграде, в 1931 году — окончил 2-ю военную школу лётчиков имени Осоавиахима в Борисоглебске. С ноября 1931 года служил в 74-м отдельном авиаотряде ВВС Украинского военного округа (Киев): младший лётчик, старший лётчик, командир звена, инструктор по вооружению. С ноября 1934 года — командир отряда в 36-й авиационной бригаде этого округа, с октября 1936 — командир 65-й истребительной эскадрильи.
С декабря 1936 года по август 1937 года участвовал в Гражданской войне в Испании, под фамилией «Казаков» командовал эскадрильей истребителей И-15, сменив на посту командира эскадрильи её прежнего командира Павла Рычагова. Короткое время был заместителем советника командующего истребительной авиацией республиканской Испании комбрига Е. С. Птухина, но вскоре вновь назначен командиром одной из эскадрилий взамен убитого командира. В Испании сбил лично 5 самолётов противника.
После возвращения в СССР старшему лейтенанту А. Осадчему сразу было присвоено воинское звание майор и осенью 1937 года он был назначен командиром 72-й истребительной авиационной эскадрильи в Киевском Особом военном округе. С апреля 1938 — командир 28-го истребительного авиационного полка69-й истребительной авиабригады этого округа, во главе полка участвовал в Походе РККА в Западную Украину в сентябре 1939 года и в вводе советских войск в Бессарабию в июне-июле 1940 года. 12 ноября 1939 года ему присвоено воинское звание полковник. В 1940 году вступил в ВКП(б). С марта 1941 года — командир 69-й истребительной авиационной дивизии, но уже в мае переведён на должность командира 64-й истребительной авиадивизии (штаб дивизии в г. Станислав). После сдачи дел в 69-й авиадивизии убыл к новому месту службы накануне войны.
С июня 1941 года — на фронтах Великой Отечественной войны.
Великую Отечественную войну встретил в должности командира 64-й авиационной дивизии, командование над которой принял 23 июня 1941 года. Воевал с ней в составе ВВС Юго-Западного и Южного фронтов, участвовал в Приграничном сражении на Западной Украине, в Тираспольско-Мелитопольской и в Киевской оборонительных операциях. С декабря 1941 года — командующий ВВС 24-й армии, которая формировалась в составе Московской зоны обороны.
С мая 1942 — командир 266-й истребительной авиационной дивизии. В составе 2-й воздушной армии дивизия воевала на Брянском и Воронежском фронтах, участвовала в Воронежско-Ворошиловградской оборонительной операции.
С августа 1942 года и до Победы — командир 207-й истребительной авиационной дивизии. Приказом Народного комиссара обороны СССР от 24 августа 1943 года за образцовое выполнение заданий командования и проявленные при этом мужество и героизм дивизии было присвоено гвардейское звание и она была переименована в 11-ю гвардейскую истребительную авиационную дивизию. Дивизия сражалась на Юго-Западном, 3-м Украинском и на 1-м Украинском фронтах, считалась одной из лучших в ВВС, за годы войны получила также почётное наименование «Днепропетровская», награждена орденами Красного Знамени, Богдана Хмельницкого 2-й степени. Во главе дивизии участвовал в Сталинградской битве, в Среднедонской и Ворошиловградской наступательных операциях, в Курской битве, в Изюм-Барвенковской, Белгородско-Харьковской, Донбасской, Запорожской, Днепропетровской, Львовско-Сандомирской, Висло-Одерской, Нижне-Силезская, Берлинской и Пражской наступательных операциях.
К маю 1945 года командир 11-й гвардейской истребительной авиадивизией 2-го гвардейского штурмового авиакорпуса 2-й воздушной армии 1-го Украинского фронта гвардии генерал-майор авиации Александр Петрович Осадчий совершил 39 боевых вылетов на штурмовку и разведку войск противника, нанеся тому большие потери, сбил в группе 1 немецкий самолёт. За период с 12 декабря 1942 года по 5 мая 1945 года лётчики дивизии под его командованием совершили 23 382 боевых вылета, в 872 воздушных боях сбили 896 немецких самолёта и ещё 95 сожгли при атаках вражеских аэродромов.
Указом Президиума Верховного Совета СССР от 27 июня 1945 года за «мужество и воинскую доблесть, проявленные в воздушных боях с немецкими захватчиками» гвардии генерал-майор авиации Александр Осадчий был удостоен звания Героя Советского Союза с вручением ордена Ленина и медали «Золотая Звезда» за номером 6598.

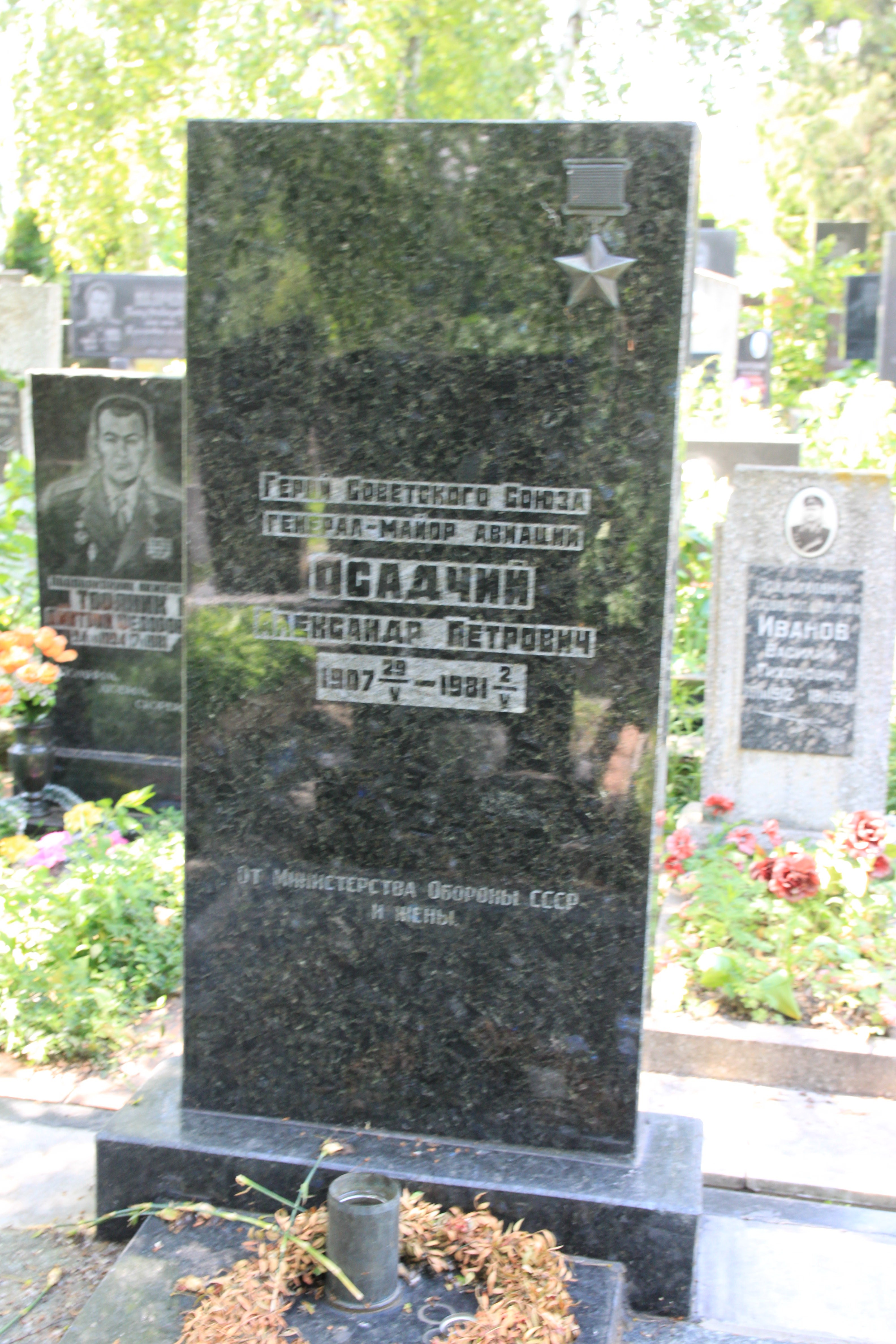
Могила Осадчего на Лукьяновском военном кладбище Киева.

После окончания войны А. П. Осадчий продолжил командование 11-й гвардейской истребительной авиадивизией. В июне 1947 года назначен командиром 10-го истребительного авиационного корпуса в составе 14-й воздушной армии Прикарпатского военного округа. В июне 1949 году он был уволен в запас по болезни.
Проживал в Киеве. Умер 2 мая 1981 года, похоронен на Лукьяновском военном кладбище Киева.

## Награды
- Медаль «Золотая Звезда» Героя Советского Союза (27.06.1945);
- Два ордена Ленина (15.12.1938[6], 27.06.1945);
- Четыре ордена Красного Знамени (27.06.1937, 27.03.1942, 16.10.1944, 15.11.1950);
- Орден Суворова 2-й степени (6.04.1945);
- Орден Кутузова 2-й степени (23.02.1945);
- Орден Отечественной войны 2-й степени (17.06.1943);
- Орден Красной Звезды (3.11.1944);
- медаль «За отвагу» (14.11.1938);
- Медаль «За взятие Берлина»;
- Медаль «За освобождение Праги»;
- Другие медали[2]
- Иностранные награды:
  - Военный крест 1939 года (Чехословакия);
  - Медаль «Заслуженным на поле Славы» (Польша)
  - Медаль «За Одру, Нису и Балтику» (Польша)
  - Медаль «Победы и Свободы» (Польша)

## Мемуары
- Друзья и соратники. // В сборнике: Вместе с патриотами Испании. 3-е изд., доп. и перераб. — Киев, 1986. — С.166—180.